# Paulo Jr.
Paulo Xisto Pinto Jr., známější jako Paulo Jr. (* 30. dubna 1969 Belo Horizonte), je brazilský hudebník – basista známý díky působení ve skupině Sepultura. Pinto se připojil k Sepultuře v roce 1984 po odchodu Roberta "Gato" Raffana. Přestože v Sepultuře nezůstal žádný původní člen, Pinto je nejdele hrajícím členem Sepultury.
Když mu bylo patnáct, dostal první basovou kytaru, bílou Giannini. Svou hrou ho nejvíce ovlivnili například Steve Harris, Geddy Lee, Geezer Butler, Cliff Burton a Gene Simmons.

## Kariéra

### Sepultura
V roce 1984 se Xisto setkal s bratry Cavalerovými v sousedství Santa Teresa v Belo Horizonte díky společnému kamarádovi. Do Sepultury nastoupil po odchodu Roberto Raffana. Svůj první koncert odehrál v Ideal Clubu v Santa Teresa. Paulo Jr. se objevuje na všech albech kromě Beneath the Remains (1991), kde je sice uveden na přebalu, ale baskytaru zde nahrál Andreas Kisser.

### The Unabomber Files
V roce 2009 se Xisto spojil s Alanem Wallacem a André Márcioem (oba Eminence) a Vladimirem Korgem z kapely Chakal, a vytvořili tak superskupinu The Unabomber Files. V roce 2013 skupina vydala šestisongové EP a videoklip k písni "Buried In My Bunker".

## Diskografie

### Sepultura
- Morbid Visions (1986)
- Schizophrenia (1987)
- Arise (1991)
- Chaos A.D. (1993)
- Roots (1996)
- Against (1998)
- Nation (2001)
- Roorback (2003)
- Dante XXI (2006)
- A-Lex (2009)
- Kairos (2011)
- The Mediator Between Head and Hands Must Be the Heart (2013)
- Machine Messiah (2017)
- Quadra (2020)

### The Unabomber Files
- The Unabomber Files (EP, 2013)
- The Enemy of My Enemy Is My Best Friend (EP, 2018)